# 小行星5139
小行星5139（英語：5139 Rumoi）是一颗围绕太阳公转的小行星。1990年11月13日，M. Mukai、M. Takeishi在鹿儿岛市发现了此天体。
这颗小行星的绝对星等为225.4975846660615等。